# Kreis Maienfeld
| Maienfeld           | Maienfeld         |
| ------------------- | ----------------- |
| Maienfeld           |                   |
| Basisdaten          |                   |
| Staat:              | Schweiz           |
| Kanton:             | Graubünden (GR)   |
| Bezirk:             | Landquart         |
| Hauptort:           | Maienfeld         |
| Fläche:             | 74,21 km²         |
| Einwohner:          | 6252 (31.12.2009) |
| Bevölkerungsdichte: | 84 Einw. pro km²  |
| Aufgehoben am:      | 31. Dezember 2015 |
| Karte               |                   |
| Karte von Maienfeld |                   |

Der Kreis Maienfeld – oder die historische, volkstümliche Bezeichnung Bündner Herrschaft (rätoromanisch Signuradi) – bildete bis zum 31. Dezember 2015 den nördlichen der beiden Kreise des Bezirks Landquart im Kanton Graubünden. Ende Dezember 2009 hatte der Kreis Maienfeld 6252 Einwohner. Hauptort war das historische Städtchen Maienfeld. Durch die Bündner Gebietsreform wurden die Kreise aufgehoben.

## Geografie
Die Bündner Herrschaft bildet den nördlichsten Teil des Kantons Graubünden im Churer Rheintal und liegt rechtsrheinisch zwischen der Landquart im Süden, dem Rhein und dem St. Galler Oberland mit Bad Ragaz im Westen, dem Rätikon mit Vilan und Falknis im Osten und der St. Luzisteig und Liechtenstein mit Balzers im Norden. Die Bündner Herrschaft ist das grösste Weinbaugebiet Graubündens in klimatisch günstiger Lage.

## Verkehr
Verkehrstechnisch ist sie durch die Eisenbahnlinien Chur-Zürich und Chur-St. Gallen der SBB mit Bahnhof in Maienfeld, die Linie Chur-Landquart-Klosters-Davos der Rhätischen Bahn mit Bahnhof in Malans sowie durch die Autobahn A13 mit Ausfahrt in Bad Ragaz (für Fläsch), Maienfeld (für Maienfeld und Jenins) und Landquart (für Malans) erschlossen.

## Gemeinden
Die Bündner Herrschaft bzw. der Kreis Maienfeld umfasste vier Gemeinden (Stand 31. Dezember 2015):
| Wappen    | Name der Gemeinde | Einwohner (31. Dezember 2015) | Fläche in km² | BFS-Nr |
| --------- | ----------------- | ----------------------------- | ------------- | ------ |
| Fläsch    | Fläsch            | 868                           | 19,94         | 3951   |
| Jenins    | Jenins            | 948                           | 10,54         | 3952   |
| Maienfeld | Maienfeld         | 3193                          | 32,33         | 3953   |
| Malans    | Malans            | 2527                          | 11,40         | 3954   |

## Veränderungen im Gemeindebestand

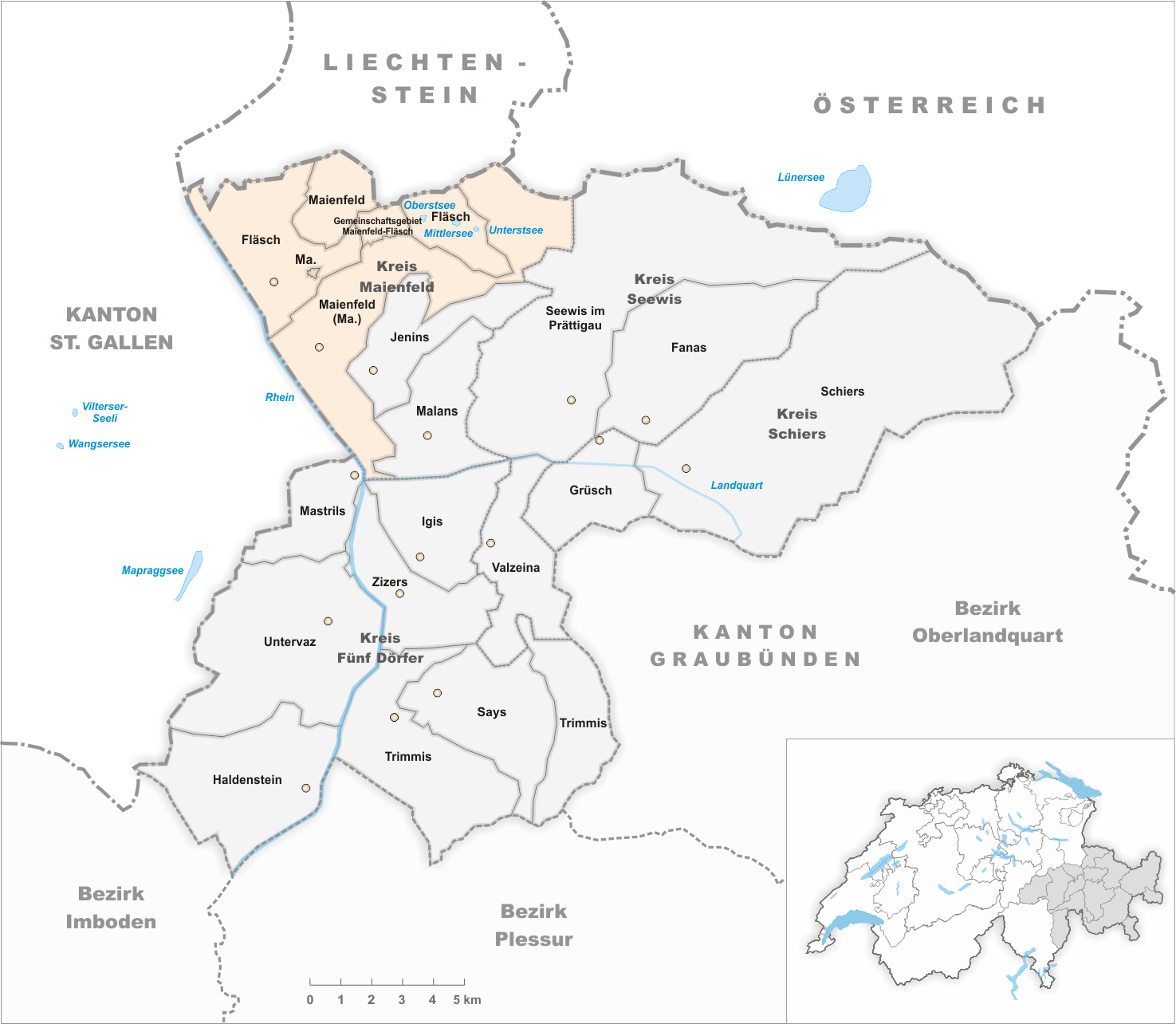
Gemeinden bis 1977

- 1977: Auflösung des Gemeinschaftsgebiet Maienfeld-Fläsch → Fläsch und Maienfeld

## Geschichte

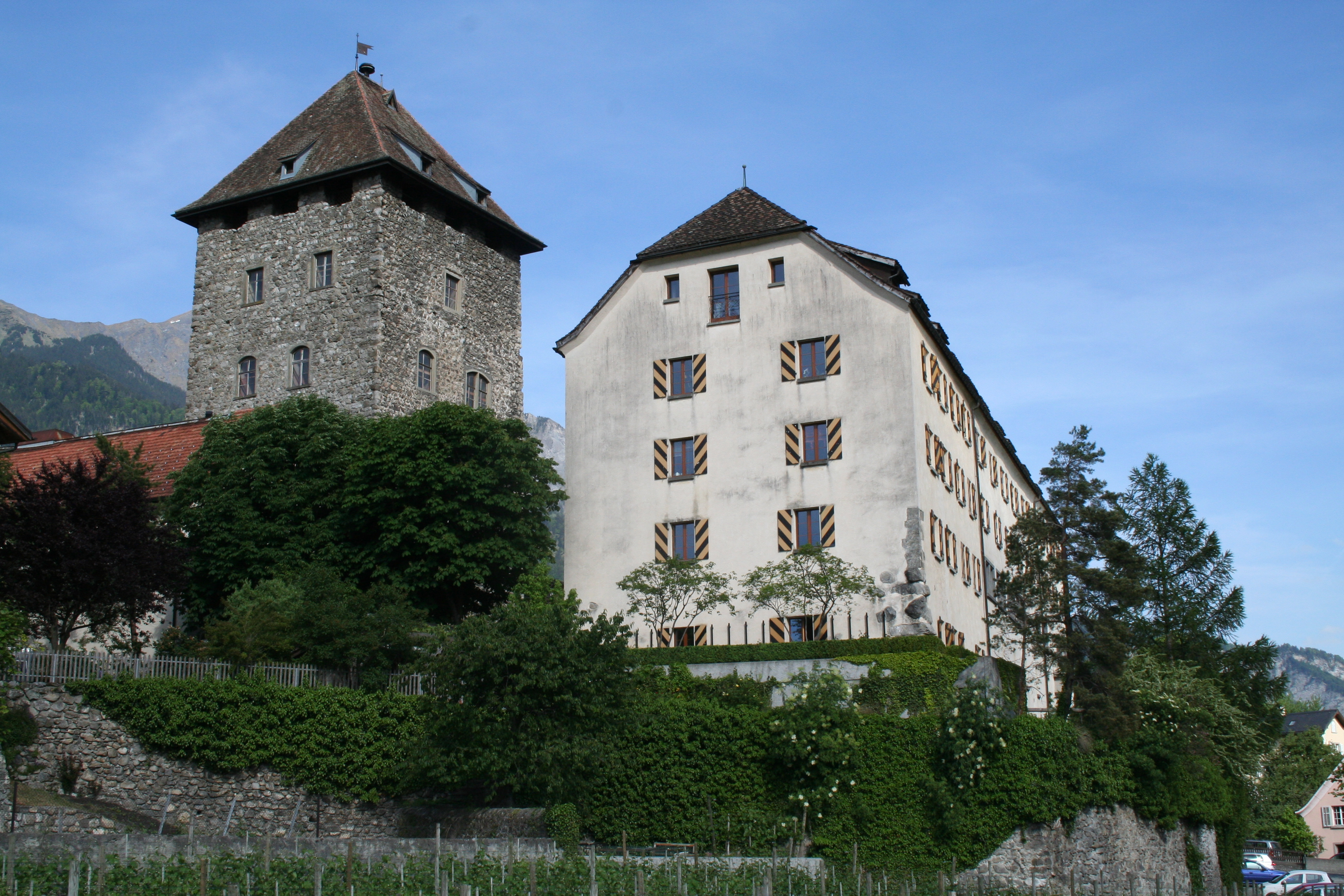
Das Schloss Brandis war Sitz der Herren von Brandis. Nach dem Verkauf Sitz des Vogtes der Drei Bünde.

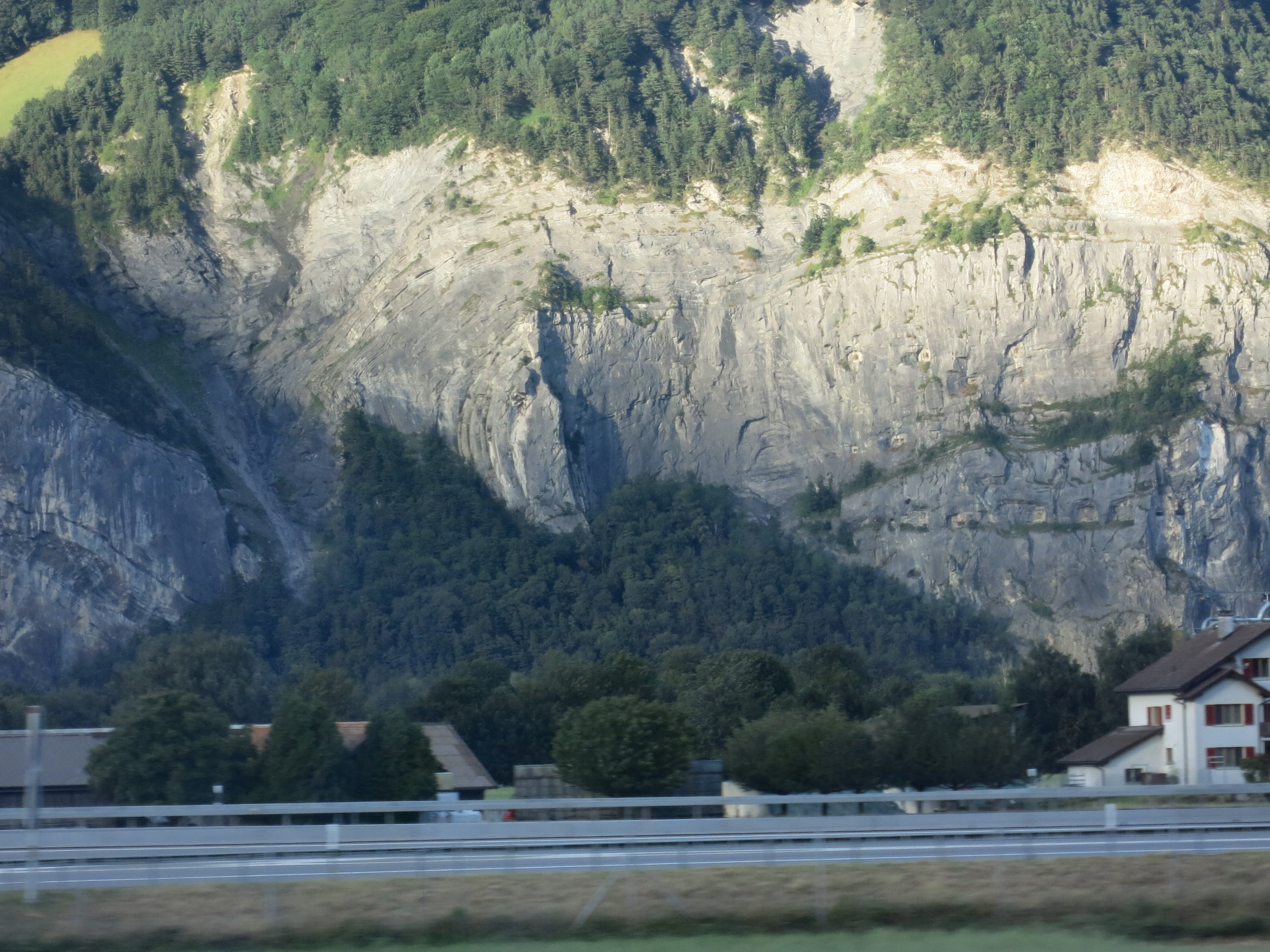
Festung Tschingel von der Autobahn aus gesehen. Die Kavernen und Geschützstellungen sind bis heute gut getarnt.

Der heute noch für den ehemaligen Kreis gebräuchliche Name Bündner Herrschaft leitet sich von der Zeit her, als die Gerichte Maienfeld und Malans Untertanengebiet der drei Bünde Grauer Bund, Gotteshausbund und Zehngerichtebund waren. Bereits in der Römerzeit führte eine Strasse zwischen Chur und Bregenz durch das Gebiet. Eine Streckenführung entlang des Rheins war nicht möglich, da das Tal regelmässig überschwemmt wurde. Deshalb wurde die Strecke entlang der Berge und über den St. Luzisteig geführt. Der Pass mit einer Höhe von 713 Meter war leicht zu überwinden. Das Gebiet des Kreises wurde 15 vor Christus von den Römern im sogenannten Alpenfeldzug erobert. Das Gebiet soll von Luzius von Chur für den christlichen Glauben missioniert worden sein. 842 wurde auf dem Luzisteig eine Kirche errichtet. Lange Zeit galt das Gebiet auch als Grenzgebiet zwischen den Sprachen Deutsch und Rätoromanisch. Während Balzers bereits im 8. Jahrhundert von Alemannischen Bewohnern dominiert wurde und Deutsch zur Umgangssprache wurde, war bis ins 12. Jahrhundert Rätoromanisch die Sprache in Maienfeld.
Die Geschichte des Kreises Maienfeld begann mit den Freiherren von Vaz, welche im 13. Jahrhundert das Gebiet zu einer eigenen Vogtei mit eigenem Gericht erklärten. Die Freiherren von Vaz entstammten ursprünglich aus dem Gebiet der heutigen Graubündner Gemeinde Vaz/Obervaz im Gebiet des Flusses Albula. 1436 schloss sich die Herrschaft Maienfeld dem Zehngerichtebund an. Damals waren die Landesherren die Grafen von Toggenburg. Die Herrschaft war bei der Gründung des Bundes massgeblich beteiligt. 1475 schlossen die damaligen Landesherren, die Herren von Brandis, ein Bündnis mit dem Gotteshausbund und dem Bistum Chur. Sie hatten das Gebiet 1437 von den Grafen von Toggenburg übernommen. 1499 kämpften die Landesherren und damit Maienfeld auf österreichischer Seite und scheiterten. Der damalige Landesherr Sigmund II. von Brandis wurde von den Eidgenossen gefangen genommen und in Luzern interniert. Das Gebiet wurde 1509 vom letzten männlichen Nachkommen der Brandis, Johannes von Brandis, an die Drei Bünde verkauft, nachdem es 1499 von den Eidgenossen und Truppen der Drei Bünde im Schwabenkrieg erobert worden war. Mit dem Verkauf entstand die Grenze zwischen der Schweiz und dem heutigen Liechtenstein. Vor dem Krieg und dem Verkauf kontrollierten die Herren von Brandis beide Seiten des Luzisteig, also auch das Gebiet von Balzers, Triesen und Vaduz. Als Teil des Zehngerichtebunds waren die "Herrschäftler" zugleich Beherrschte und Beherrschende. Im Schloss Brandis in Maienfeld wurde eine Vogtei eingerichtet. Der Vogt wurde alle 2 Jahre gewählt aus einer Liste von 3 Kandidaten, welche die Drei Bünde erstellte. Ursprünglich durfte der Vogt kein Bürger der Vogtei sein. 1533 wurde diese Regelung geändert. Zeitweilig wurde die Vogtei auch verpachtet. Das Hohe Gericht bestand aus 21 Mitgliedern unter dem Vorsitz des Landvogtes. Die Mitglieder setzten sich aus Ratsherren und Richtern sowie Geschworenen der Gerichtsgemeinden zusammen. Es gab zwei Gerichtsgemeinden: Maienfeld-Fläsch und Malans-Jenins. Durch die Mediationsakte wurde 1803 aus der ehemaligen Herrschaft ein freies Hochgericht des Kantons Graubünden. Ab 1851 bis 2000 existierte dieses als Bezirk Unterlandquart weiter und seit 2000 als Kreis Maienfeld im Bezirk Landquart. Seit dem 1. Januar 2016 gehört das Gebiet der Region Landquart an.
Zwischen dem 14. und 19. Jahrhundert kam es immer wieder zu Grenzstreitigkeiten zwischen Fläsch und der Liechtensteiner Gemeinde Balzers. Es ging um Nutzungsrechte, Weiden und Wasser. 1948 wurde die Grenze aufgrund militärischer Überlegungen durch die Schweiz revidiert. Zwischen 1937 und 1965 musste Balzers Grundstücke an die Gemeinde Fläsch und damit an den Kreis Maienfeld abtreten. Nach 1985 wurden der Gemeinde Balzers erhebliche Gebiete wieder zurückgegeben, nachdem Sperrhindernisse aus dem Zweiten Weltkrieg entfernt worden waren. Noch heute verfügt die Liechtensteiner Gemeinde Balzers über erhebliche Wald- und Weidegebiete auf dem Gebiet des Kreises Maienfeld, nämlich 372 Hektar.
Das Transportgewerbe war im Gebiet ein wichtiger Wirtschaftsfaktor. Doch die Bedeutung ging über die Jahrhunderte immer mehr zurück. Zuerst wurde auf der Linken Rheinseite die Schollbergstrasse errichtet. Die Tagsatzung genehmigte 1490 den Bau einer Strasse auf der Linken Rheinseite, da der Rhein zum damaligen Zeitpunkt bis an den Schollberg reichte. Dadurch ging die Bedeutung des St. Luzisteig als einzige Nord-Süd-Achse verloren. 1756 und 1765 vereinbarten Maienfeld und Balzers Regelungen zum Warenverkehr. Im 19. Jahrhundert erlebte das Transportgewerbe einen wirklichen Niedergang. 1855 wurde Maienfeld an das Schweizer Eisenbahnnetz angeschlossen. Die Rheinfähre wurde 1858 durch eine Brücke nach Bad Ragaz ersetzt. Nach dem Ersten Weltkrieg entwickelte sich die Region zu einem beliebten Schmuggelplatz, da Liechtenstein bis 1919 In einem Zollverbund mit Österreich stand und erst 1924 einen Zollverbund mit der Schweiz einging.
Dafür hatte das Gebiet eine überragende militärische Bedeutung nach dem Schwabenkrieg. Es spielte während dieses Krieges und während des Dreissigjährigen Krieges und des Koalitionskrieges eine wesentliche Rolle. 1622 entstanden gewaltige Festungswerke im Grenzgebiet zu Liechtenstein. 1834 wurde ein Waffenplatz der Schweizer Armee errichtet, der bis heute besteht. Während des Zweiten Weltkrieges wurden Festungswerke in die Berge gesprengt und Panzerhindernisse aufgestellt. Als Beispiel dient neben der Sperrstelle St. Luzisteig die Festung Tschingel des Festungsgebietes Sargans.

## Sprache
Die Gemeinden wechselten im ausgehenden Mittelalter von der alträtoromanischen Sprache zu alemannischen Dialekten, wobei der Dialekt von Jenins hochalemannisch ist, die Dialekte der übrigen Gemeinden manchmal auch als bodenseealemannisch gelten. Der Sprachwechsel wurde von Norden her durch das Rheintal herauf eingeleitet und nicht von Walsern geprägt, die im 13./14. Jahrhundert vom Wallis her kommend benachbarte Gebiete wie das östlich angrenzende Prättigau mit seinen deutlich abweichenden höchstalemannischen Dialekten beeinflussten. Die einstigen Walsersiedlungen der Bündner Herrschaft (u. a. Stürfis, Guscha) haben in den heutigen Dialekten kaum Spuren hinterlassen. Der alemannischen Mundart der Herrschaft wurde im frühen 20. Jahrhundert eine Dialektgrammatik gewidmet. Im Sprachatlas der deutschen Schweiz ist die Herrschaft mit den Orten Fläsch (GR1), Jenins (GR2) und Malans (GR3) vertreten. In Maienfeld (GR1a) wurden nicht konsequent, sondern nur in Einzelfällen Daten erhoben.

## Presse
Regionalzeitung ist der Prättigauer und Herrschäftler. Überregionale Medien sind Die Südostschweiz und das Bündner Tagblatt.

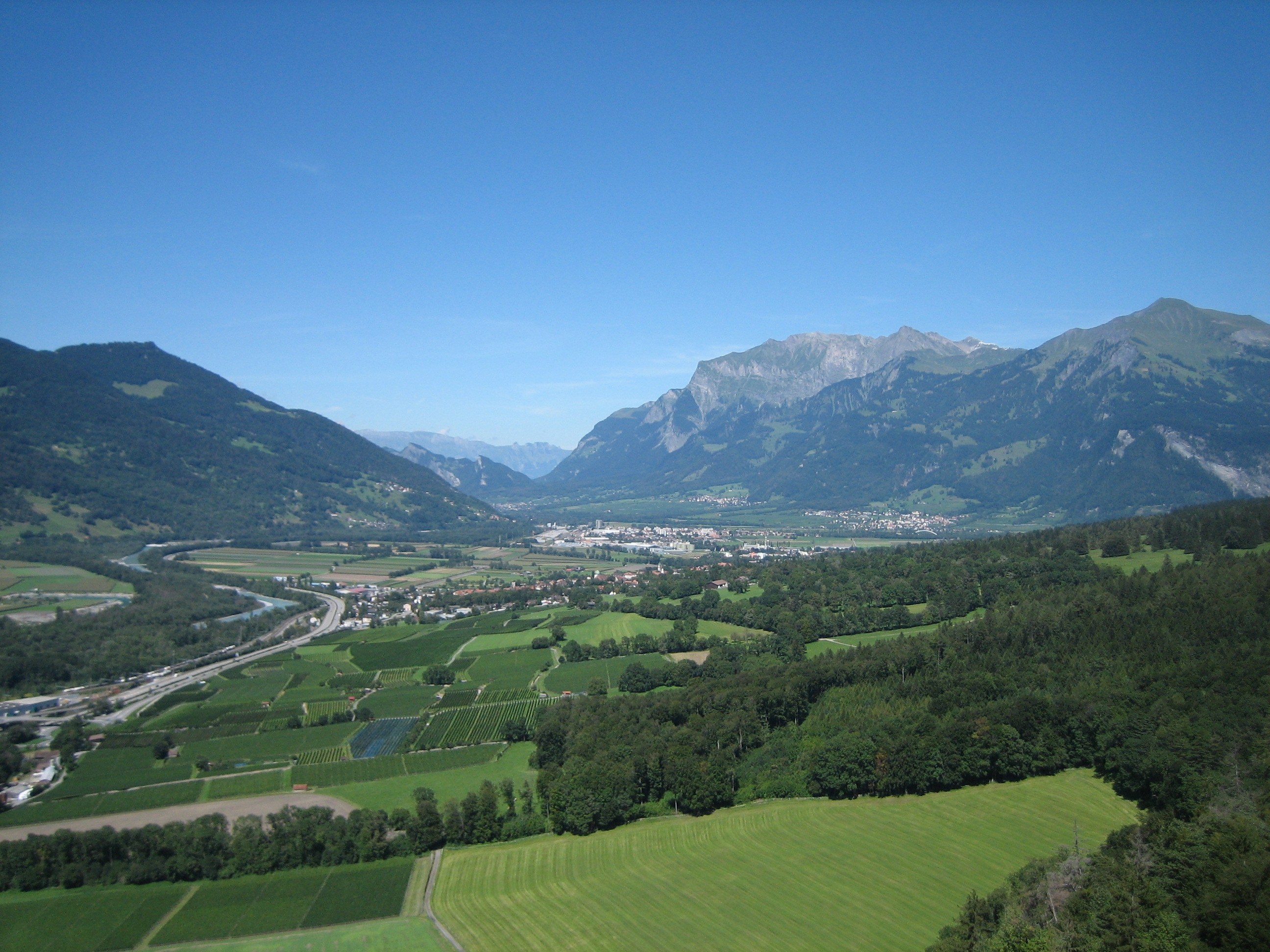
Blick nach Norden
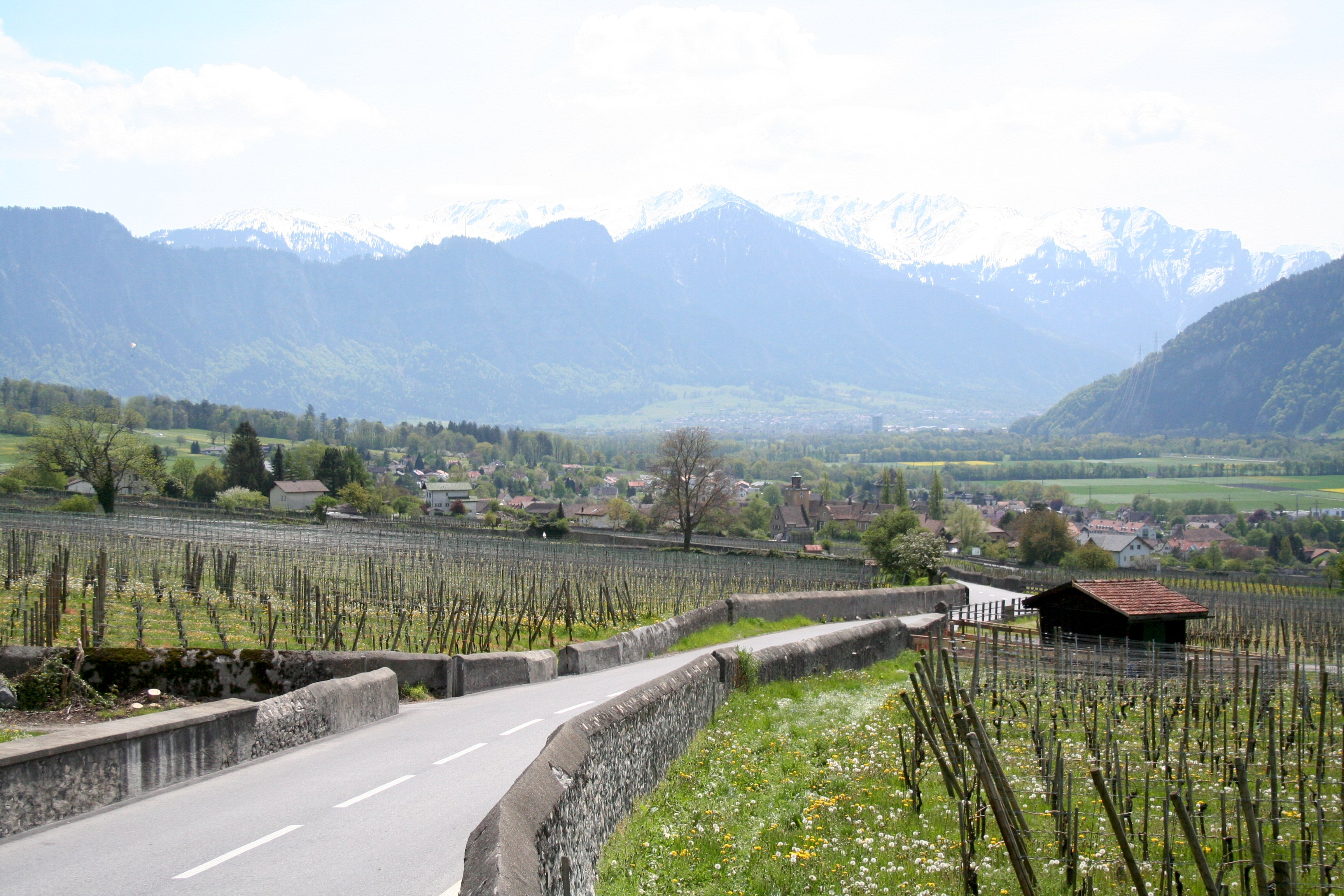
Bündner Herrschaft oberhalb Maienfeld, Blick nach Süden
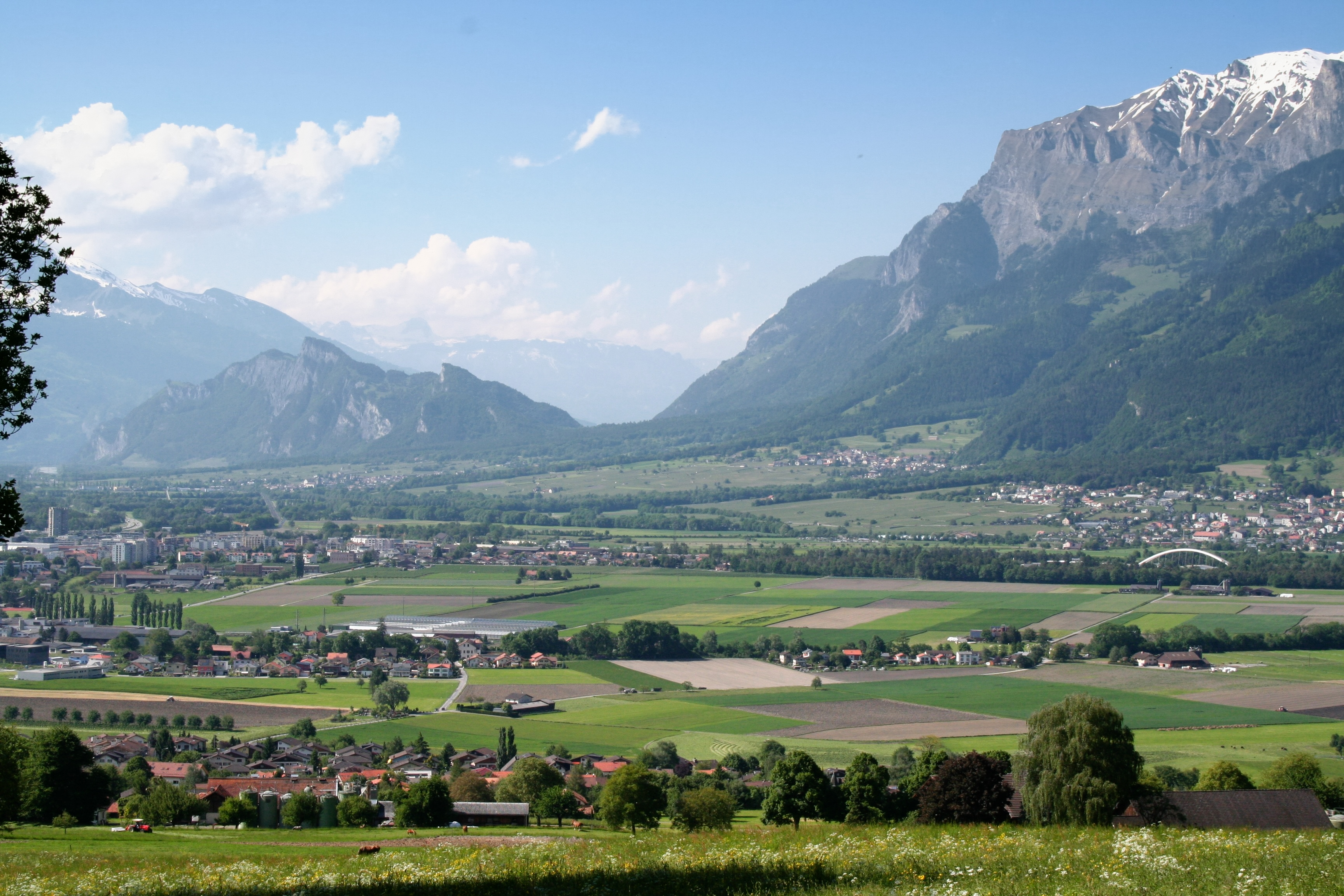
Bündner Herrschaft Richtung Norden. Links Landquart. Im Hintergrund ist gut der St. Luzisteig zu erkennen. Hier führte die alte Römerstrasse zwischen Chur und Bregenz durch.
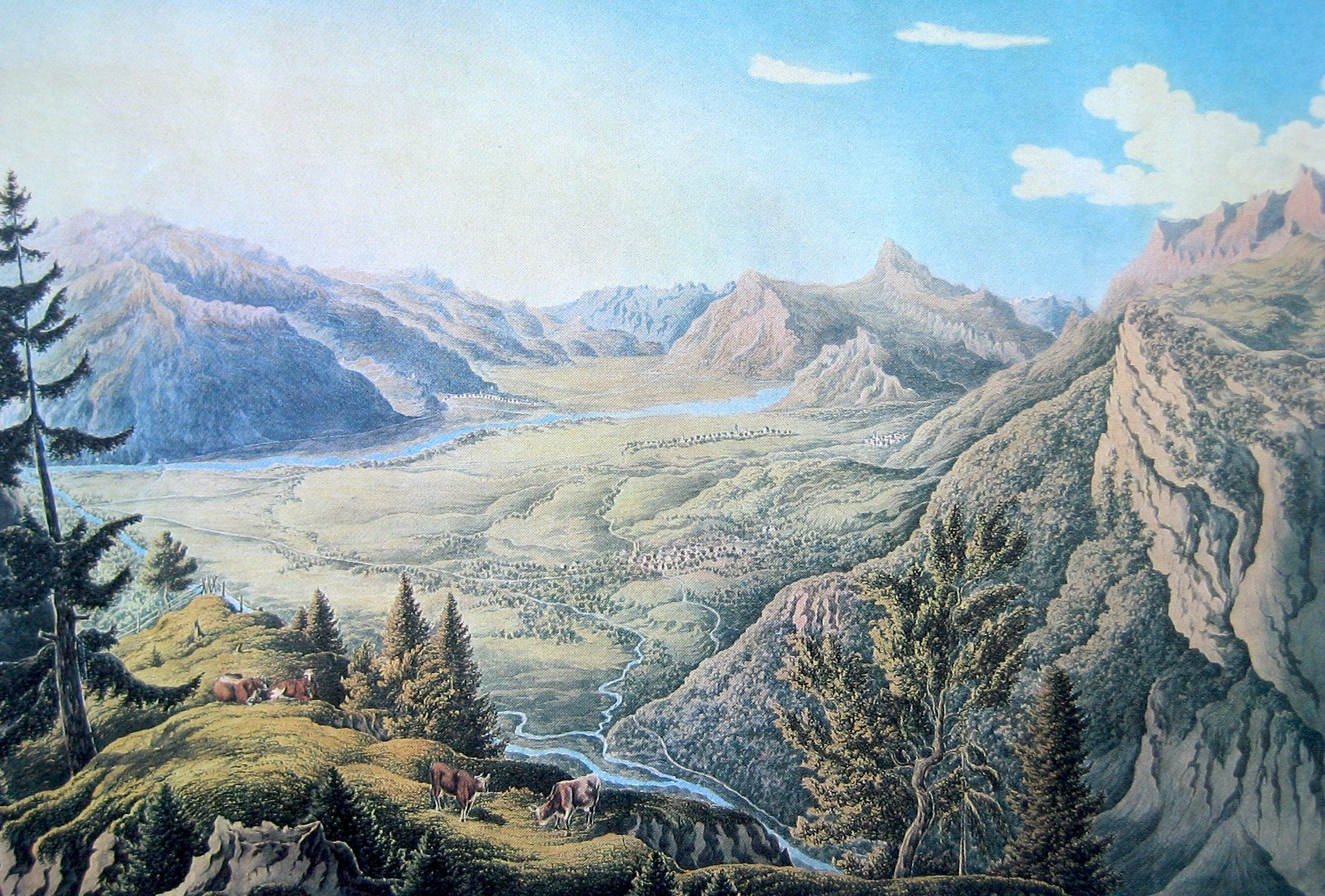
Bündner Herrschaft um 1830, Zeichnung von Elias Emanuel Schaffner (1810–1856). Im Vordergrund die Landquart, in der Mitte Malans

## Wirtschaft

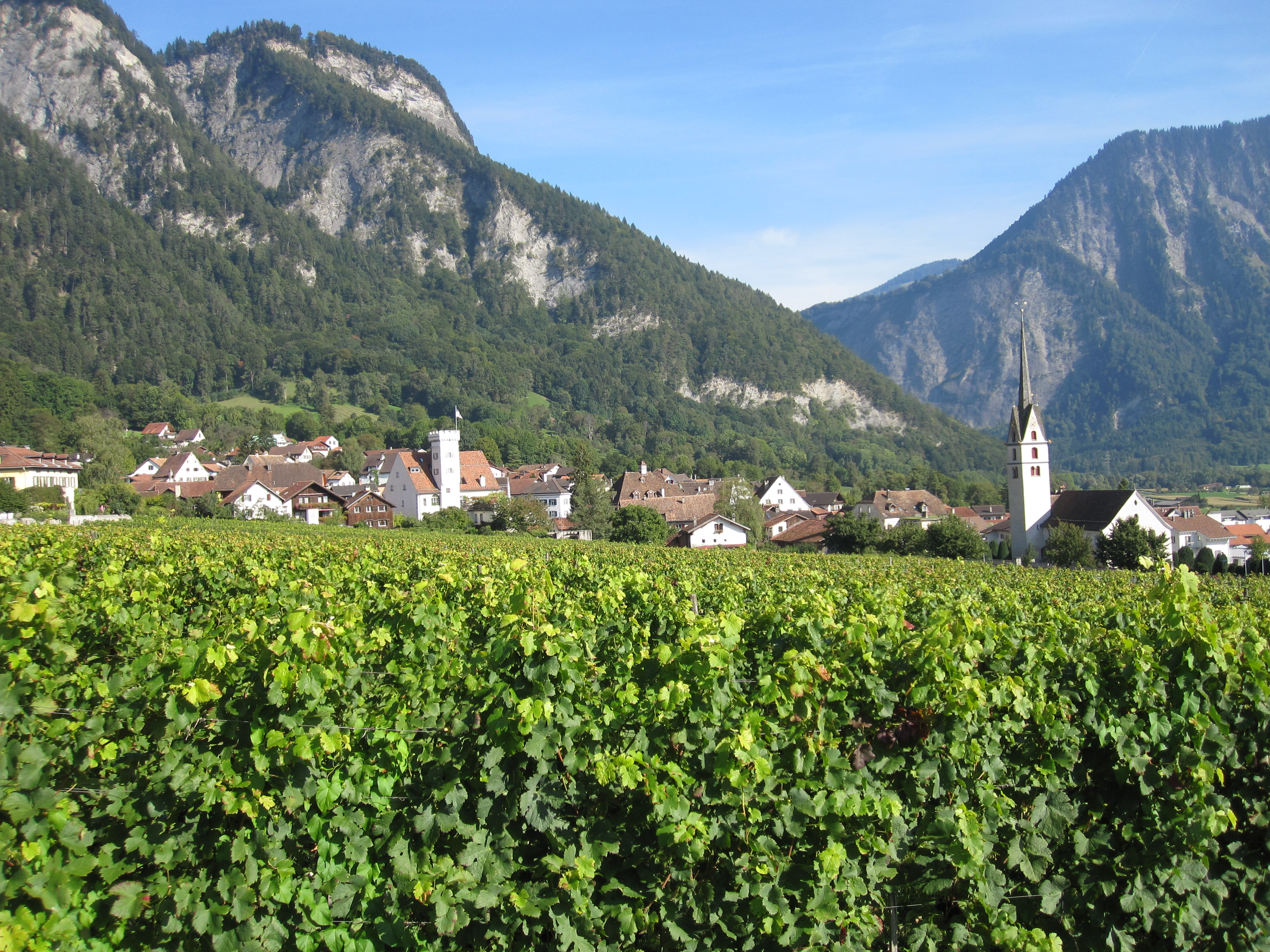
Rebberg bei Malans

Die Bündner Herrschaft ist ein Schweizer Weinbaugebiet. Der Weinbau spielt hier eine wichtige Rolle und ist ein grosser Wirtschaftszweig. Das Weingut beim Schloss Salenegg in Maienfeld gilt als ältestes noch bestehendes Weingut Europas. Auch die anderen Dörfer der Herrschaft sind für den Weinbau bekannt. So führt der Bündner Weinwanderweg durch alle vier Dörfer dieser Region, und der Tourismusverband Graubündens schreibt «Bündner Herrschaft – die kleine Region der grossen Weine». Ein weiterer Wirtschaftsfaktor in der Region ist der Tourismus. In die Herrschaft kommen Touristen aus aller Welt, weil Maienfeld als Heimatort der Romanfigur Heidi gilt.